# Стессел, Уолтер
Уолтер Джон Стессел младший (24 января 1920 — 9 декабря 1986) — американский карьерный дипломат, чрезвычайный и полномочный посол.

## Биография
Стессел родился в г. Манхэттене, штат Канзас, в семье Кэтрин Хастон и Уолтера Джона Стессела-старшего. Учился в средней школе в Калифорнии. Его семья по отцовской линии иммигрировала в США из Германии в середине XIX века.
В 1941 году Стессел окончил Стэнфордский университет, после чего поступил в аспирантуру Колумбийского университета. Он также изучал право в Лозаннском университете (Швейцария).
Сразу после завершения учёбы он поступил на работу в Государственный департамент. В 1944—1946 гг. Стессел находился в резерве ВМС США. В 1942—1944 он работал вице-консулом США в Каракасе (Венесуэла).
В 1947 Стессел был направлен в Москву на должность второго секретаря посольства, постепенно став специалистом по многим вопросам, связанным с СССР.
С 1968 по 1972 год — посол США в Польше. На этом посту установил через Польшу контакты с Китаем и провёл переговоры от имени Соединённых Штатов, что открыло дверь для знаменитого визита президента Ричарда Никсона в КНР. (Стессел передал китайскому дипломату сообщение Никсона о готовности начать переговоры, что привело сначала к секретной поездке Генри Киссинджера в Китай, а в следующем году — и к визиту Никсона).
С 1972 по 1974 год — помощник госсекретаря США по европейским и канадским делам.
С 1974 по 1976 год — посол США в Советском Союзе. Назначен Президентом США Джеральдом Фордом. Его прибывание на посту посла пришлось на период разрядки напряжённости между двумя странами. Стессел участвовал во встрече Л. И. Брежнева и Киссинджера. В это же время были открыты консульство СССР в Сан-Франциско и консульство США в Ленинграде, начался масштабный экспорт зерна в СССР и принята поправка Джексона-Вэника.
С 1976 по 1980 год — посол США в Западной Германии.
В 1981 году вместе с Уолтером Мондейлом встречал американских заложников, освобождённых Ираном, во время их прибытия в ФРГ.
В 1982 году президент Рональд Рейган назначил Стессела заместителем госсекретаря США. Некоторое время исполнял обязанности государственного секретаря в период пребывания на этой должности Александра М. Хейга и Джорджа П. Шульца.
Стессел был женат на Мэри Энн Ферранду Стессел (Mary Ann Ferrandou Stoessel); у пары было трое детей (дочери).
Стессел скончался в Вашингтоне от лейкемии и похоронен на Арлингтонском национальном кладбище. В его честь Государственный департамент США присуждает премию Уолтера Дж. Стессела за выдающиеся дипломатические заслуги.

## Возможная причина болезни
В годы холодной войны здание посольства США на Новинском бульваре подвергалось слабому микроволновому облучению. Передающая антенна была установлена на балконе здания на противоположной стороны улицы. Облучение было впервые обнаружено в 1950-х годах и получило название «Московский сигнал». Служба охраны держала сигнал в тайне от рядового персонала посольства на протяжении многих лет. По словам Джека Мэтлока, занимавшего в 1970-х годах видный пост в посольстве: «Мы пытались понять цель облучения».
После того как Уолтер Стессел стал послом (1974), он потребовал, чтобы об излучении сообщили всем служащим посольства. Новость вызвала панику, особенно среди тех, чьи дети ходили в детский сад в здании посольства. Вскоре у Стессела начались проблемы со здоровьем, одним из симптомов было кровотечение из глаз. В это время шли переговоры СССР-США по разоружению и американские власти не стали предавать случай огласке. Однако госсекретарь Киссинджер в телефонном разговоре с послом СССР в Вашингтоне указал на связь болезни Стессела с облучением. Стессел умер от  лейкемии в возрасте 66 лет. По словам его дочери «он вел себя как солдат и не стал поднимать шума».